# Гулько Василь Сергійович
Васи́ль Сергі́йович Гулько́ (нар. 2 жовтня 1959 в смт Деражня Хмельницької області) — український диригент. Заслужений артист України (1998). Полковник міліції у запасі.

## Життєпис
Закінчив Московську консерваторію (1986; клас Івана Чакмішяна).
Диригував військовими оркестрами.
1990—1992 — начальник — військовий диригент оркестру штабу Сибірського військового округу (місто Новосибірськ, РФ);
1992—1996 — військовий диригент Окремого показового оркестру Міністерства оборони України (Київ);
1996—1998 — відповідальний редактор музичних програм Центральної телестудії Міністерства оборони України (Київ);
1998—2005 — художній керівник Ансамблю пісні й танцю МВС України (Київ);
Від 2005 — начальник Центру культури та мистецтв МВС України (Київ).

## Творчість
Автор або співавтор музики пісень «Давайте зустрічатись», «Другові правоохоронцю», «Закохалася», «Крапові берети», «Міліції у службі хай щастить», «Наш день» (до Дня міліції України), «Травнева сповідь», «Хай щастить».